# Can Moriscot
Can Moriscot és una masia del terme municipal de Corbera de Llobregat (Baix Llobregat) que dona nom al veïnat constituït per un agregat de finques del segle xix.
Entorn l'antiga masia de Can Moriscot es van anar agrupant Cala Maria, Can Lluís Batlle (1832), La torre Mariana (1860) i Cala Mercè (1878). La part més antiga està formada per les dues primeres cases, adossades. La Torre Mariana s'edifica a la part del darrere de les altres cases.
La masia principal, a la qual s'hi accedeix a través d'un desviament de la carretera de Sant Andreu de la Barca, fou construïda el segle xvi i és de planta quadrada i coberta a dues aigües, que conserva el portal adovellat i les finestres amb l'emmarcament de pedra rogenca, típica de Corbera.

## Història
La primera referència documental és de l'any 1388. El 1705 es va produir la venda de Francesc Moriscot a Josep Llopart, perdent-se el llinatge.
A partir del 1830, les masies pateixen esdeveniments luctuosos per les actuacions del bandoler Josep Sàbat i els germans Estapé, que assassinaren els estadants i incendiaren la casa. El 1872 foren saquejades per les guerrilles republicanes del Xic de la Barqueta.
El 1830 la casa pertany a Isidre Fisa i Esteva, el 1832 a Josep Oms, que feu l'obra nova, i el 1911 passa a Mercè i Carolina Tipis fins al 1978, dels actuals propietaris. Entre 1978 i 1984 va ser restaurada per l'actual l'historiador Isidre Clopas i Batlle i actualment pertany als seus descendents.